# 森辺彩
森辺 彩（もりべ あや、1985年5月6日 - ）は、日本の芸能人女子フットサル選手。

## 人物・来歴
- 埼玉県出身。
- 身長160cm、B82・W60・H88。
- 大宮開成高等学校卒業。在学中は女子サッカー部に所属。
- 高校時代のサッカー経験を活かして2007年、芸能人女子フットサルチーム「ZENT sweeties」（当時は「Team Sunny-side up」）に入団し、2010年のチーム解散まで活動。背番号は「8」。
  - 2007年7月16日に行われたスフィアリーグのすかいらーくグループCUPザ・冒険王2007・予選リーググループAでは、一人で4点を叩き出し、Team sunny-side upの決勝大会進出の原動力となった（同年8月15日のグループDでも1点を入れている）。
- 趣味はショッピングと読書。
- 2010年12月18日の「Angel League スカパー!3Dカップ」に、ミスマガジンのサポートメンバーとして出場。